# リル・ダゴファー
リル・ダゴファー（ドイツ語: Lil Dagover, 1887年9月30日 - 1980年1月24日）はドイツの女優。ヴァイマル共和政時代では特に名が知られた女優の一人。

## 出演作品
- 晩鐘(1956)
- 晩春の曲(1939)
- さすらひ(1937)
- 早春(1936)
- 第九交響楽(1935)
- モンテ・カルロの女(1932)
- 會議は踊る(1931)
- 初恋(1931)
- ハンガリアン狂想曲(1929)
- 白魔(1929)
- 王城秘史(1925)
- タルテュッフ(1925)
- 恋は盲目(1923)
- スワリン姫(1923)
- ファントム(1922)
- ドクトル・マブゼ(1922)
- 死滅の谷(1921)
- カリガリ博士(1919)
- 黄金の湖(1919)